# Villa Sarabhai
La Villa Sarabhai est une villa située à Ahmedabad en Inde, dessinée par l'architecte Le Corbusier en 1951 pour Madame Manorama Sarabhai, veuve avec deux enfants.
La villa est conçue pour être traversée par la brise, et ses façades sont pensées comme des brise-soleil. Le système structurel est très similaire à celui des maisons Jaoul du même architecte. C'est une suite de dix nefs voûtées parallèles. La voûte est un berceau de béton avec un parement de brique. 
La maison est habitée par les mêmes propriétaires depuis les années 1954-1955. 